# 厚賀站
厚賀站（日语：／ Atsuga eki */?）位於日本北海道沙流郡日高町字厚賀町，是北海道旅客鐵道（JR北海道）日高本線上的站。電報略號是。以前是急行列車「襟裳」的停靠站。站名取自附近的厚別與賀張聚落。

## 車站構造
側式月台1面1線的地面站。以前是相對式月台2面2線可供會車。1988年改建站房。新站房為木造，外觀與農舍相近。

## 車站周邊
車站附近有木材工廠。
- 國道235號
- 北海道道208號比宇厚賀停車場線
- 日高町公所厚賀支所
- 門別警察署厚賀派出所
- 厚賀郵局（與日本郵便苫小牧支店厚賀集配中心併設）
- 苫小牧信用金庫厚賀代理店
- 門別町農業協同組合（JA門別町）厚賀支所
- 日高漁業協同組合門別支所厚賀事業所
- 日高町立厚賀中學
- 日高町立厚賀小學
- 道南巴士「厚賀站前」站牌

## 歷史
- 1926年（大正15年）12月7日 - 由日高拓殖鐵道設立。
- 1927年（昭和2年）8月1日 - 政府買下日高線並收歸國有化，由國鐵管轄。
- 1977年（昭和52年）2月1日 - 廢止貨物和行李處理的業務。
- 1987年（昭和62年）4月1日 - 國鐵分割民營化後成為北海道旅客鐵道（JR北海道）轄下的車站。
- 1989年（平成元年）改建站房。
- 2015年（平成27年）1月8日：厚賀站 - 大狩部站之間路段因大浪受損而暫停行駛列車，由公車代替行駛[1]。
- 2021年（令和3年）4月1日 - 廢站[2]。

## 相鄰車站

### 廢除路線
北海道旅客鐵道（JR北海道）
日高本線
清畠－厚賀－大狩部

## 相關項目
- 日高本線
- 日本鐵路車站列表

## 外部連結
- （日語）全驛參觀之旅 （页面存档备份，存于）